# Cerlongo
Cerlongo è una frazione del comune di Goito, in provincia di Mantova, nella regione Lombardia: si tratta di un piccolo insediamento di tradizione rurale, nell'area dell'alta pianura mantovana ai piedi delle colline moreniche.
Cerlongo è attraversato da due rilevanti direttrici viarie: l'ex Strada Statale 236 "Goitese", ora Strada Provinciale, nella parte sud occidentale dell'abitato, che lo collega al comune di pertinenza e da qui a Mantova, e la Strada dei Colli, ubicata nella porzione orientale della località, che si dirige verso Volta Mantovana.

## Geografia fisica
Uno sguardo alla pedologia di Cerlongo permette di comprendere come esso sia connotato da terreni alluvionali prevalentemente ghiaioso – sabbiosi (BARALDI 1983, pp. 20-25; 38-40): in essi si rileva la presenza saltuaria di elementi più grossolani, quali ciottoli o rari blocchi, intervallati a materiali più fini, con percentuali abbastanza accentuate di sabbia; tali terreni, che interessano ugualmente la zona morenica e gardesana, sono la risultante dell'azione di trasporto e deposito esercitata dai torrenti glaciali che provenivano dalla fronte del ghiacciaio che occupava questa zona.
Sotto il profilo idrografico, Cerlongo ricade all'interno di un'area contraddistinta da un'elevata vulnerabilità dell'acquifero superficiale (Già nel 1600 Gabriele Bertazzolo aveva proposto un progetto di bonifica da applicare ai territori paludosi della zona di pianura mantovana, compresa tra Goito, Cereta, Cerlongo e Vasto - ASMn, AG, b. 2679, 7 dicembre 1600, notaio Giovanni Rossi da Volta Mantovana - ; il progetto di riassetto idraulico dell'area in esame sembra, tuttavia, non aver trovato applicazione).
Le caratteristiche del territorio influiscono nettamente sulla permeabilità e sul drenaggio in superficie. 
Rilevante in questa zona è il fenomeno dei fontanili,ovvero, l'emersione delle acque sotterranee (falda freatica), dovuta al passaggio tra i terreni ghiaioso – sabbiosi a quelli meno permeabili. Generalmente i fontanili hanno un'origine naturale; l'azione antropica ha però determinato la loro conservazione, sistemazione e il loro sviluppo. I fontanili sono riconducibili ad emergenze di affioramento, da cui prende origine una grande varietà di corsi d'acqua minori, come il Caldone, presso Cerlongo (BARALDI 1983, p. 10).
Il Caldone è un corso d'acqua minore ed affluente del Mincio che, nei documenti pervenutici, risalenti tutti alla seconda metà del Settecento, viene spesso confuso con il Goldone (Piccolo corso di proprietà della Camera ducale che nasce da alcune fontanelle comprese tra le località di Gualdo e Foresto di Volta Mantovana, da cui scendeva, acquisendo il nome di roggia Pedrera, SARZI 1999, p. 109). I termini Caldone e Goldone vengono spesso impiegati indifferentemente; altre volte il Caldone viene menzionato con il toponimo del paese che attraversa e viene quindi indicato come "corso del Cerlongo".
Il Caldone viene così denominato nella convinzione che, originariamente, le acque della sua sorgente avessero una temperatura superiore alla media e solo in un secondo momento sarebbero divenute fredde.
Un'importante fonte per apprendere l'origine e l'andamento originario del Caldone è un disegno del 24 dicembre 1782 (ASMn, AG, Mappe acque e risaie, b. 266, Disegno del Caldone e suo corso), realizzato dal perito Pietro Trotti. Secondo questa rappresentazione, il corso d'acqua nasce da Volta Mantovana da cui scorre, attraverso le chiaviche, fino ad un ponte e poi prosegue sotto al paese di Cerlongo.
Il Caldone contribuiva col suo corso al funzionamento del Mulino di Cerlongo e all'irrigazione dei prati posti sotto Goito, di proprietà delle Madri di San Giovanni Evangelista, nota confraternita benedettina di Mantova.
In un documento di fine Settecento (ASMn, Magistrato camerale nuovo, b. 77, f. 168, Invasione d'acqua sulla strada di Cerlongo) viene già segnalata l'esondazione dell'acqua del Caldone sulla strada di Cerlongo.
L'ultima esondazione del Caldone risale al 25 maggio del 2013.
In una lettera del 6 aprile 1793 (Magistrato Camerale nuovo, Acque, b. 77, f. 181) si evince che il conte Cocastelli possedeva due once d'acqua dalla seriola Goldone, ad uso delle proprie peschiere di Cerlongo. Le sole utenti della seriola Goldone erano le Madri di San Giovanni Evangelista, le quali erano investite del diritto d'irrigazione già dal 1778 e con rettifica del 1792. Il conte fa richiesta di queste due once per irrigare un prato che, a suo dire, non supera le quindici biolche, annesso alle peschiere di sua proprietà e chiede il consenso alle dirette proprietarie, affinché possa irrigare la terra con le suddette acque; si precisa che nei tempi di magra e nei periodi siccitosi l'acqua a disposizione è scarsa e considerando che la proprietà del conte è ben circoscritta e delimitata da altri fondi di sua stessa ragione, l'acqua da utilizzarsi non eccederà, ma verrà fatta condurre su un piano rialzato che, anziché sfociare nei fossi comunicanti della peschiera, verrà direttamente connesso al prato da irrigarsi. Per queste motivazioni la richiesta viene accolta e in via straordinaria, senza una previa verifica delle modifiche da apportare al corso del Goldone, senza una visita formale sul luogo, come avveniva di regola.
Interessante notare come, al di fuori delle Madri di San Giovanni, non vi fossero altri utenti inferiori che potessero opporsi al nuovo impiego dell'acqua, specialmente considerando che essa procedeva da un "bocchetto" di pieno arbitrio del Conte Cocastelli, il quale, come si specifica, avrebbe potuto tenerlo chiuso a suo piacere. Nella lettera viene altresì esposto come il conte non richieda direttamente la facoltà di irrigare che, come precedentemente affermato, era di sola competenza della confraternita di San Giovanni, ma semplicemente esprima il desiderio di condurre l'acqua sul prato, in via sperimentale.
In un documento riferito al 31 marzo 1830 (ASMn, Commissariato distrettuale di Volta Mantovana, carteggio sec. XIX, Acque strade, b. 8, Strade interne di Cerlongo) viene segnalata una serie di opere di restauro e costruzione dei sostegni e delle canalizzazioni del Caldone, oltre che al tratto di ponte denominato "delle Seriole". Tali lavori sarebbero iniziati, stando a quanto riferito nel documento, già nel 1819. Le strutture di sostegno avrebbero dovuto essere in marmo e si precisa che gli utenti del paese già disponevano di pezzi di marmo(A Cerlongo, nell'area compresa tra la Prima e la Seconda Stradèla dei prà, secondo le informazioni riportate dagli abitanti del paese, era collocata una cava, proprietà di una società belga. Quindi per la costruzione della struttura gli utenti avrebbero utilizzato del materiale locale) utilizzabili per l'oggetto indicato; di ogni pezzo vengono specificate le dimensioni (lunghezza, altezza e spessore). I lavori sarebbero terminati nel 1831, come indicava una data riprodotta sui pilastri annessi ai gradini della scalinata che scendeva nel Caldone, oggi non più visibili.
Il mulino di Cerlongo , animato dal Caldone, era di proprietà delle Madri di San Gio-vanni Evangelista, le quali possedevano localmente anche una peschiera , come risulta dal disegno della planimetria del mulino di Cerlongo relativo al 16 aprile 1789 . Il mulino era ubicato a nord del paese, sull'attuale strada Provinciale, nel Settecento denominata "Strada Corriera" e constava di due ruote. Vi era annessa un'abitazione ad uso del molinaro.

## Dati di toponomastica
La denominazione Cerlongo (nella forma dialettale Sarlónch e nella sua versione antica Cerlungus, presente anche nella variante Cerrolongo) deriverebbe dal latino medievale Cerrus longus (a tal proposito si vedano: TASSONI 1983, p. 54; PELATI 1996, p. 89), la pianta del cerro, più precisamente la varietà del Quercus cerris, della famiglia arborea delle fagacee o cupolifere, considerata l'elevata concentrazione di questa varietà nella zona di boscaglie del Cerretese. Questa interpretazione del toponimo del paese che, come altri quali Cereta, Ceresara, è caratterizzato dal prefisso "Cer", si lega ai fitonomi, nomi che conservano una connessione con il tipo di piante o colture che qualificavano la zona in cui il paese sorgeva. Letteralmente Cerlongo vorrebbe dire "Cerro Lungo", da cui l'attuale Via Cerri, così denominata in quanto costeggiata in antichità da tali specie arboree (non è da escludere la possibilità che proprio la zona denominata I Cerri, nell'omonima via, costituisca il primo nucleo insediativo del paese, rispetto al suo attuale centro, collocato in Via Chiesa). Oggi le boscaglie cerretesi sono oramai scomparse, ma in antico erano assai sfruttate le loro ghiande, risorse fondamentali per l'economia suinicola.
Tra le altre ipotesi circa la toponomastica del paese, è quella che connette la denominazione dialettale Sarlónch, con la radice "Sar", a un significato idrologico, ovvero, quello di canale. Secondo questa interpretazione, Cerlongo vorrebbe dire "Canale lungo": e, in effetti, va considerato che Via Cerri, prima di essere asfaltata, era costeggiata da ampi fossati per tutto il suo tratto.

## L'attuale insediamento
Il paesaggio attuale di Cerlongo è il risultato di una serie di interventi di costruzione e restauro, compiutisi tra gli anni Sessanta e Settanta del Novecento. È in questi anni, infatti, che vengono costruite abitazioni, condomini, stabilimenti e che vengono terminate le strade. Oggi la frazione appare molto più estesa che in passato e sta diventando uno dei luoghi di residenza privilegiati della zona, considerando le molteplici strutture in fase di costruzione: la percentuale di edificato nel nucleo di Cerlongo raggiungeva il 16,46% solo nel 2010 (Valutazione ambientale strategica VAS di Goito, Dicembre 2011-Luglio 2012, p. 49, www.comune.goito.mn.it. 12 dicembre 2013). 
Il numero di abitanti si è accresciuto notevolmente: se nel 2001 esso era di 1.407, nel 2010 si è giunti ad una soglia di 1.514 abitanti, raggiungendo la prima posizione per numero di abitanti delle frazioni del Comune di Goito. 
La frazione appare dotata di aree a verde pubblico, comprendenti zone attrezzate con campi da tennis, calcio e tamburello; le più rilevanti sono ubicate presso il campo sportivo di Via Bariletto, l'oratorio della chiesa parrocchiale e l'area feste di Villa Magnaguti in Piazza San Pio X.

## Monumenti e luoghi d'interesse
- Chiesa di San Giorgio

Del XVIII secolo (lavori iniziati il 24 aprile 1723, come da documenti archivio parrocchiale).
- Villa Magnaguti

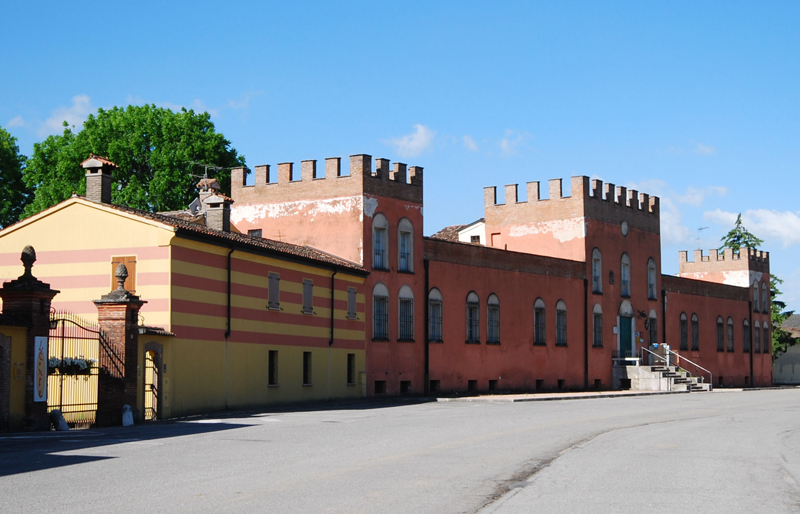
Cerlongo di Goito, Villa Magnaguti.

Si tratta della residenza padronale più significativa di Cerlongo, profondamente rimaneggiata nel corso dei secoli rispetto a quella che doveva essere l'originaria struttura. In passato la costruzione assolse alla funzione di residenza signorile: costituì infatti un possesso della famiglia Cocastelli (i Cocastelli, originari del Monferrato, Piemonte, ottennero la dignità comitale nel 1228 da Bonifacio del Monferrato. La famiglia si trasferì a Mantova a fine XVI secolo (CASTAGNA 1991, p. 211), da cui poi venne acquistata, nel corso dell'Ottocento, dalla famiglia Magnaguti (la famiglia Magnaguti, originaria del Polesine, Rovigo, si trasferì a Mantova nel XVI secolo; i Magnaguti ebbero vari possedimenti nel mantovano e ottennero il titolo di conti nel 1771 (CASTAGNA 1992, p. 133), che ne fece la sua residenza di campagna. Nel Catasto Teresiano (mappale n. 1913), rilevato nel 1776, la struttura risulta indicata come casa e corte in parte di villeggiatura, di proprietà del Rev. Vincenzo Scaratti di Medole. Durante le battaglie risorgimentali la villa ospitò la sede del quartier generale piemontese. A metà del 1950 l'edificio venne adibito a istituto religioso, sede di una congregazione di suore, le "Povere Figlie di Maria S.S. Incoronata". Attualmente Villa Magnaguti appartiene al Comune di Goito.
L'attuale impianto della villa, sviluppato orizzontalmente con andamento NS nella porzione sud della frazione, credibilmente differisce dall'assetto originario della stessa, che doveva probabilmente presentarsi come costituita da più corpi disposti attorno a una corte. L'edificio è strutturato su due piani sovrapposti (M. DALLA BELLA 2007, p. 48), uno di servizio, inferiore, e un piano rialzato, quello nobile destinato alla rappresentanza (in una delle sale del piano nobile è collocata una lapide con la seguente iscrizione: «In questa camera Vittorio Emanuele II riposava le stanche membra il 25 giugno 1866 nel fiero proposito di riscattare dallo straniero Mantova e Venezia»). Lo schema a forma di parallelepipedo compatto, elevato su due piani di Villa Magnaguti, è ricorrente nelle ville più semplici e antiche, riferibile al XVI e XVII secolo ( a tale proposito si veda TOMASSINI 2003, p. 167). In questo caso la struttura è stata arricchita da elementi il cui aspetto stilistico rinvia a un periodo più tardo, evidentemente si tratta di decori aggiunti in epoche successive a quelle della costruzione. Il fatto che la villa venga spesso classificata come villa ottocentesca è dovuto all'analisi della facciata verso la strada, la quale presenta un aspetto neo - castellano, in virtù dei tre finti torrioni che la scandiscono, realizzati su imitazione delle architetture medievali nel XIX secolo. La torre merlata centrale appare più elevata rispetto a quelle laterali, da cui la dividono due corpi intermedi più bassi ed è collocata in corrispondenza della scalinata marmorea d'ingresso.
L'altra facciata, verso il parco (all'epoca dei Gonzaga tale parco vantava la presenza di una ricca vegetazione, composta di ficus tropicalis, olmi, faggi, magnolie, ippocastani e filari campestri di ciliegi; BORIANI 1969, p. 71. Vi erano presenti anche cedri del Libano di grandi dimensioni, abbattuti dalle suore quando divennero proprietarie della villa e del parco - Nota riferitami oralmente da Sergio Cobelli, ex abitante di Cerlongo - ) della villa, presenta un aspetto più lineare ed è timpanata.
Sul lato meridionale della piazza è collocata la torre, interposta a due abitazioni, di cui costituisce l'accesso; si tratta forse dell'unico elemento della villa che conserva più di altri il ricordo di una primitiva struttura.
È probabile che tale villa costituisse originariamente l'abitazione di Giovanni Boniforte (Giovanni Boniforte era figlio del mercante Bertone da Concorezzo. La famiglia milanese dei Concorezzo si era stabilita a Mantova nel XV secolo, dove aveva avviato un vasto commercio di lana e tessuti, con l'appoggio della famiglia Gonzaga, legame ulteriormente rafforzato dal matrimonio di Giovanni con Bartolomea. Giovanni Boniforte possedeva una conceria in Piazza Erbe a Mantova, dove venivano tinti e lavorati panni e cuoio, tramite il tannino; quest'ultimo veniva estratto dalle querce, specie arboree molto diffuse nell'area mantovana. Inoltre, Giovanni aveva ereditato dal padre terre e armenti del territorio di Cerlongo, fondamentali per la fornitura di pellame e lana che erano alla base della sua attività commerciale; E. COMERLENGHI 2007, pp. 321-323; www.turismo.mantova.it: articolo "La storia della casa del mercante" di Maria Rosa Govio Casali Valparini), il quale aveva un «chasamento» (esistono tre lettere scritte nell'inverno 1463 da Giovanni Boniforte e dalla moglie dalla loro dimora in Cerlongo, indirizzate al marchese Ludovico II Gonzaga: ASMn, AG. b. 2399, cc. 50-53)in Cerlongo; verosimilmente le nobili origini della moglie, Bartolomea Gonzaga, giustificano il pregio architettonico dell'edificio. Si tratta, tuttavia, di un'ipotesi da me formulata, non disponendo al momento di un'adeguata documentazione. 
Nonostante il profondo rimaneggiamento, le murature appaiono conservare ancora memoria dell'antico, come si può osservare negli ambienti interni, dove alcune stanze hanno conservato paramenti e decorazioni databili ai secoli XVII, XVIII. Tramite la porta d'ingresso del palazzo si accede ad un piccolo atrio decorato con motivi floreali e bucolici; il soffitto è dipinto alla stregua di un cielo in cui si librano putti che reggono canestri di fiori e frutta. Gli affreschi, di autore ignoto (tra i locali si tramanda che tali affreschi furono eseguiti da un pittore girovago della zona che, in cambio di alloggio, si offriva di dipingere), ricalcano schemi tardo settecenteschi, eseguiti però in un periodo più tardo, forse fine Ottocento; il soggetto degli affreschi, un corteo di Venere, sembrerebbe alludere ad un matrimonio, verosimilmente quello del conte Lodovico Magnaguti con Faustina Rondinini, tenutosi il 2 giugno 1829, come confermerebbero i rispettivi stemmi , rappresentati su un arazzo dipinto nell'ultima stanza a destra dell'atrio d'ingresso.
Il pavimento all'ingresso riporta un mosaico ottocentesco racchiuso all'interno di un cerchio, con la rappresentazione dell'arma gentilizia dei Magnaguti: una cicogna che tiene nel becco un serpente verde su uno sfondo azzurro.
La prima stanza a destra conduce verso una scala, tramite la quale si accede ai piani superiori e ai sotterranei. In questi ultimi la presenza di pareti scandite da ciottoli in sequenze ordinate fa propendere per una fase medievale della villa stessa. Le fondamenta risultano quindi conservare la parte più antica della struttura.
Il muratore Carlo Minuti mi ha riferito oralmente di aver eseguito nel periodo compreso tra il 1955 e il 1956 dei lavori di ristrutturazione delle fondamenta della villa, in occasione dei quali poté notare un passaggio murato nel seminterrato, rivolto in direzione della chiesetta della Trinità , piccolo oratorio ubicato di fronte al castello; si tramanda che tale porta con copertura ad arco conducesse, attraverso un cunicolo sotterraneo segreto, alla chiesa privata dei conti della villa. Si tratta, tuttavia, di ipotesi, mancando riscontri in proposito. Ciò che è certo è il fatto che in alcune zone del seminterrato, il pavimento appare per così dire "sospeso" sul vuoto, per cui si potrebbe ipotizzare la presenza al di sotto di esso di ulteriori ambienti di incerta attribuzione.